# Сифонофор

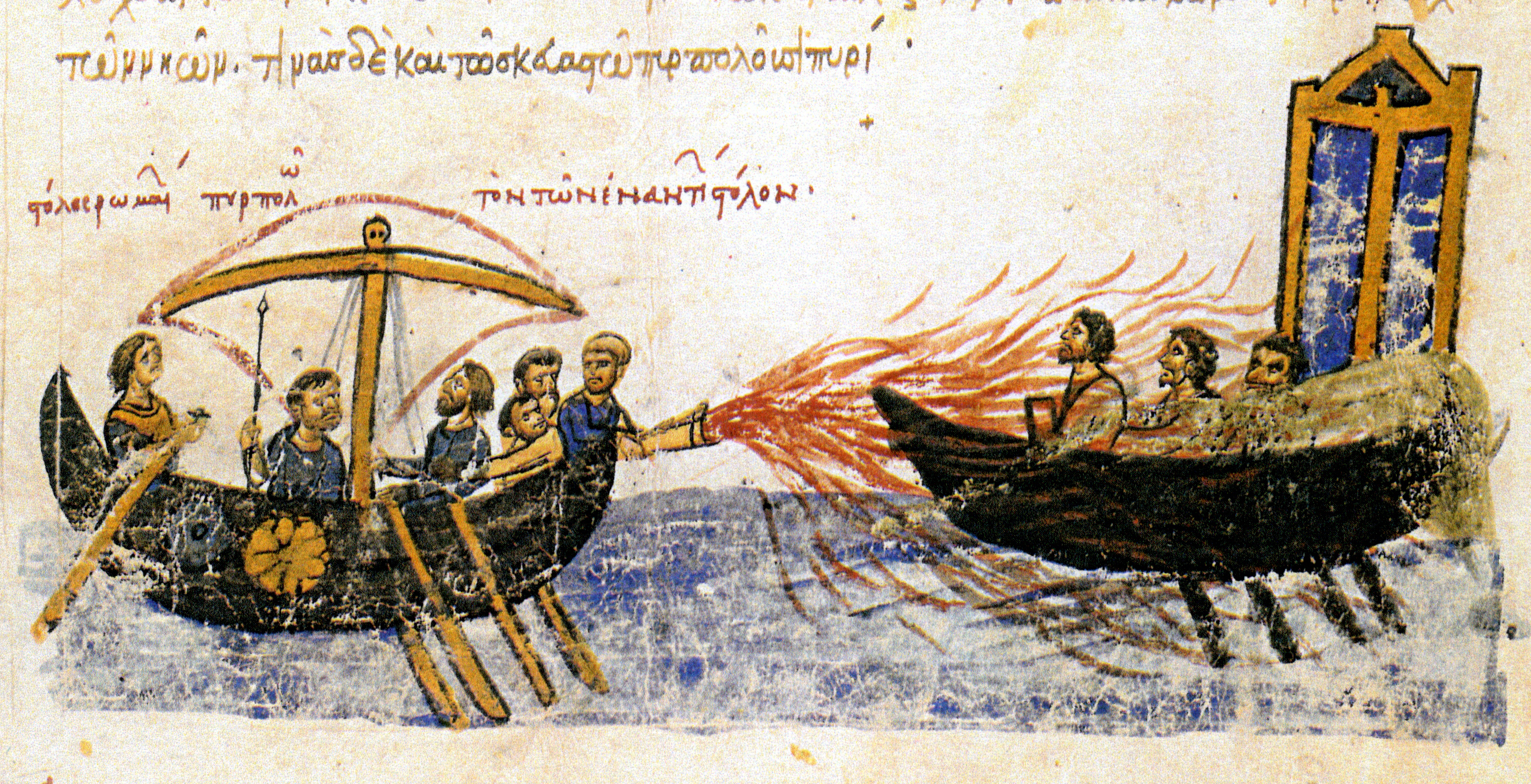
Використання сифонофора візантійцями. Мініатюра XII століття

Сифонофо́р (грец. σιφωνοφόρος), або сифон — середньовічне вогнеметне знаряддя, яке встановлювали на дромонах (різновиди візантійських кораблів). Являв собою трубчастий насос, що заряджається пальною сумішшю — грецьким вогнем (імовірно, сумішшю гудрону, сірки, селітри та нафти). Активно використовувався візантійським флотом у X столітті. Є прообразом сучасного вогнемета.